# Eleições europeias de 2009 em Matosinhos

## Resultados Oficiais
| Partido                 | Partido                        | Votos   | %               | +/-   |
| ----------------------- | ------------------------------ | ------- | --------------- | ----- |
|                         | Partido Socialista             | 21 462  | 35,24 / 100,00  | 18,32 |
|                         | Partido Social Democrata       | 15 460  | 25,39 / 100,00  | -     |
|                         | Bloco de Esquerda              | 7 904   | 12,98 / 100,00  | 6,78  |
|                         | Coligação Democrática Unitária | 5 148   | 8,45 / 100,00   | 1,45  |
|                         | Partido Popular                | 4 282   | 7,03 / 100,00   | -     |
|                         | Movimento Esperança Portugal   | 1 007   | 1,65 / 100,00   | Novo  |
|                         | Outros                         | 1 838   | 3,02 / 100,00   |       |
| Votos Inválidos         | Votos Inválidos                | 3 797   | 6,23 / 100,00   | 2,76  |
| Total                   | Total                          | 60 898  | 100,00 / 100,00 |       |
| Eleitorado/Participação | Eleitorado/Participação        | 144 128 | 42,25 / 100,00  | 4,35  |

## Resultados por Freguesia
Os resultados seguintes referem-se aos partidos que obtiveram mais de 1,00% dos votos:
| Freguesia             | %     | %     | %     | %     | %    | %    | Votantes |
| Freguesia             | PS    | PSD   | BE    | CDU   | CDS  | MEP  | Votantes |
| --------------------- | ----- | ----- | ----- | ----- | ---- | ---- | -------- |
| Custoias              | 37,43 | 23,48 | 11,93 | 9,14  | 5,99 | 1,66 | 5 774    |
| Guifões               | 44,36 | 19,65 | 11,40 | 8,70  | 4,75 | 1,17 | 3 517    |
| Lavra                 | 37,65 | 28,32 | 9,49  | 6,21  | 8,31 | 1,41 | 3 623    |
| Leça da Palmeira      | 30,24 | 29,82 | 13,76 | 6,69  | 8,50 | 2,11 | 6 730    |
| Leça do Balio         | 34,79 | 22,10 | 14,58 | 10,47 | 6,47 | 1,24 | 5 824    |
| Matosinhos            | 36,37 | 25,90 | 12,65 | 7,41  | 7,29 | 2,00 | 10 528   |
| Perafita              | 40,14 | 22,88 | 12,41 | 7,29  | 6,85 | 0,85 | 4 584    |
| Santa Cruz do Bispo   | 46,01 | 23,45 | 10,01 | 6,58  | 5,28 | 0,93 | 2 158    |
| São Mamede de Infesta | 33,29 | 26,67 | 12,91 | 9,28  | 6,94 | 1,45 | 8 275    |
| Senhora da Hora       | 29,33 | 26,34 | 15,28 | 10,17 | 7,59 | 2,18 | 9 885    |
| Matosinhos            | 35,24 | 25,39 | 12,98 | 8,45  | 7,03 | 1,65 | 60 898   |

#### Custóias
| Partido                 | Partido                        | Votos  | %               | +/-   |
| ----------------------- | ------------------------------ | ------ | --------------- | ----- |
|                         | Partido Socialista             | 2 161  | 37,43 / 100,00  | 16,89 |
|                         | Partido Social Democrata       | 1 356  | 23,48 / 100,00  | -     |
|                         | Bloco de Esquerda              | 689    | 11,93 / 100,00  | 6,39  |
|                         | Coligação Democrática Unitária | 528    | 9,14 / 100,00   | 0,86  |
|                         | Partido Popular                | 346    | 5,99 / 100,00   | -     |
|                         | Movimento Esperança Portugal   | 96     | 1,66 / 100,00   | Novo  |
|                         | PCTP/MRPP                      | 72     | 1,25 / 100,00   | 0,35  |
|                         | Outros                         | 135    | 2,34 / 100,00   |       |
| Votos Inválidos         | Votos Inválidos                | 391    | 6,77 / 100,00   | 3,00  |
| Total                   | Total                          | 5 774  | 100,00 / 100,00 |       |
| Eleitorado/Participação | Eleitorado/Participação        | 13 415 | 43,04 / 100,00  | 4,04  |

#### Guifões
| Partido                 | Partido                        | Votos | %               | +/-   |
| ----------------------- | ------------------------------ | ----- | --------------- | ----- |
|                         | Partido Socialista             | 1 560 | 44,36 / 100,00  | 19,67 |
|                         | Partido Social Democrata       | 691   | 19,65 / 100,00  | -     |
|                         | Bloco de Esquerda              | 401   | 11,40 / 100,00  | 7,95  |
|                         | Coligação Democrática Unitária | 306   | 8,70 / 100,00   | 2,05  |
|                         | Partido Popular                | 167   | 4,75 / 100,00   | -     |
|                         | PCTP/MRPP                      | 57    | 1,62 / 100,00   | 0,54  |
|                         | Movimento Esperança Portugal   | 41    | 1,17 / 100,00   | Novo  |
|                         | Outros                         | 79    | 2,25 / 100,00   |       |
| Votos Inválidos         | Votos Inválidos                | 215   | 6,11 / 100,00   | 2,93  |
| Total                   | Total                          | 3 517 | 100,00 / 100,00 |       |
| Eleitorado/Participação | Eleitorado/Participação        | 8 826 | 39,85 / 100,00  | 6,14  |

#### Lavra
| Partido                 | Partido                        | Votos | %               | +/-   |
| ----------------------- | ------------------------------ | ----- | --------------- | ----- |
|                         | Partido Socialista             | 1 364 | 37,65 / 100,00  | 13,87 |
|                         | Partido Social Democrata       | 1 026 | 28,32 / 100,00  | -     |
|                         | Bloco de Esquerda              | 344   | 9,49 / 100,00   | 5,12  |
|                         | Partido Popular                | 301   | 8,31 / 100,00   | -     |
|                         | Coligação Democrática Unitária | 225   | 6,21 / 100,00   | 1,69  |
|                         | Movimento Esperança Portugal   | 51    | 1,41 / 100,00   | Novo  |
|                         | PCTP/MRPP                      | 40    | 1,10 / 100,00   | 0,35  |
|                         | Outros                         | 59    | 1,62 / 100,00   |       |
| Votos Inválidos         | Votos Inválidos                | 213   | 5,88 / 100,00   | 2,20  |
| Total                   | Total                          | 3 623 | 100,00 / 100,00 |       |
| Eleitorado/Participação | Eleitorado/Participação        | 8 473 | 42,76 / 100,00  | 1,98  |

#### Leça da Palmeira
| Partido                 | Partido                        | Votos  | %               | +/-   |
| ----------------------- | ------------------------------ | ------ | --------------- | ----- |
|                         | Partido Socialista             | 2 035  | 30,24 / 100,00  | 18,34 |
|                         | Partido Social Democrata       | 2 007  | 29,82 / 100,00  | -     |
|                         | Bloco de Esquerda              | 926    | 13,76 / 100,00  | 6,91  |
|                         | Partido Popular                | 572    | 8,50 / 100,00   | -     |
|                         | Coligação Democrática Unitária | 450    | 6,69 / 100,00   | 0,47  |
|                         | Movimento Esperança Portugal   | 142    | 2,11 / 100,00   | Novo  |
|                         | Outros                         | 167    | 2,49 / 100,00   |       |
| Votos Inválidos         | Votos Inválidos                | 431    | 6,40 / 100,00   | 3,19  |
| Total                   | Total                          | 6 730  | 100,00 / 100,00 |       |
| Eleitorado/Participação | Eleitorado/Participação        | 15 045 | 44,73 / 100,00  | 3,63  |

#### Leça do Balio
| Partido                 | Partido                        | Votos  | %               | +/-   |
| ----------------------- | ------------------------------ | ------ | --------------- | ----- |
|                         | Partido Socialista             | 2 026  | 34,79 / 100,00  | 20,83 |
|                         | Partido Social Democrata       | 1 287  | 22,10 / 100,00  | -     |
|                         | Bloco de Esquerda              | 849    | 14,58 / 100,00  | 8,99  |
|                         | Coligação Democrática Unitária | 610    | 10,47 / 100,00  | 2,54  |
|                         | Partido Popular                | 377    | 6,47 / 100,00   | -     |
|                         | Movimento Esperança Portugal   | 72     | 1,24 / 100,00   | Novo  |
|                         | PCTP/MRPP                      | 66     | 1,13 / 100,00   | 0,19  |
|                         | Outros                         | 135    | 2,32 / 100,00   |       |
| Votos Inválidos         | Votos Inválidos                | 402    | 6,90 / 100,00   | 3,31  |
| Total                   | Total                          | 5 824  | 100,00 / 100,00 |       |
| Eleitorado/Participação | Eleitorado/Participação        | 13 036 | 44,68 / 100,00  | 3,99  |

#### Matosinhos
| Partido                 | Partido                        | Votos  | %               | +/-   |
| ----------------------- | ------------------------------ | ------ | --------------- | ----- |
|                         | Partido Socialista             | 3 829  | 36,37 / 100,00  | 18,69 |
|                         | Partido Social Democrata       | 2 727  | 25,90 / 100,00  | -     |
|                         | Bloco de Esquerda              | 1 332  | 12,65 / 100,00  | 6,03  |
|                         | Coligação Democrática Unitária | 780    | 7,41 / 100,00   | 1,18  |
|                         | Partido Popular                | 767    | 7,29 / 100,00   | -     |
|                         | Movimento Esperança Portugal   | 211    | 2,00 / 100,00   | Novo  |
|                         | Outros                         | 280    | 2,67 / 100,00   |       |
| Votos Inválidos         | Votos Inválidos                | 602    | 5,72 / 100,00   | 2,38  |
| Total                   | Total                          | 10 528 | 100,00 / 100,00 |       |
| Eleitorado/Participação | Eleitorado/Participação        | 27 358 | 38,48 / 100,00  | 6,28  |

##### Perafita
| Partido                 | Partido                        | Votos  | %               | +/-   |
| ----------------------- | ------------------------------ | ------ | --------------- | ----- |
|                         | Partido Socialista             | 1 840  | 40,14 / 100,00  | 18,10 |
|                         | Partido Social Democrata       | 1 049  | 22,88 / 100,00  | -     |
|                         | Bloco de Esquerda              | 569    | 12,41 / 100,00  | 7,82  |
|                         | Coligação Democrática Unitária | 334    | 7,29 / 100,00   | 1,66  |
|                         | Partido Popular                | 314    | 6,85 / 100,00   | -     |
|                         | PCTP/MRPP                      | 56     | 1,22 / 100,00   | 0,06  |
|                         | Outros                         | 148    | 3,23 / 100,00   |       |
| Votos Inválidos         | Votos Inválidos                | 274    | 5,98 / 100,00   | 2,65  |
| Total                   | Total                          | 4 584  | 100,00 / 100,00 |       |
| Eleitorado/Participação | Eleitorado/Participação        | 11 729 | 39,08 / 100,00  | 4,81  |

#### Santa Cruz do Bispo
| Partido                 | Partido                        | Votos | %               | +/-   |
| ----------------------- | ------------------------------ | ----- | --------------- | ----- |
|                         | Partido Socialista             | 993   | 46,01 / 100,00  | 16,94 |
|                         | Partido Social Democrata       | 506   | 23,45 / 100,00  | -     |
|                         | Bloco de Esquerda              | 216   | 10,01 / 100,00  | 6,91  |
|                         | Coligação Democrática Unitária | 142   | 6,58 / 100,00   | 1,80  |
|                         | Partido Popular                | 114   | 5,28 / 100,00   | -     |
|                         | Partido Humanista              | 24    | 1,11 / 100,00   | 0,77  |
|                         | Outros                         | 72    | 3,34 / 100,00   |       |
| Votos Inválidos         | Votos Inválidos                | 91    | 4,21 / 100,00   | 0,94  |
| Total                   | Total                          | 2 158 | 100,00 / 100,00 |       |
| Eleitorado/Participação | Eleitorado/Participação        | 5 071 | 42,56 / 100,00  | 4,77  |

#### São Mamede de Infesta
| Partido                 | Partido                        | Votos  | %               | +/-   |
| ----------------------- | ------------------------------ | ------ | --------------- | ----- |
|                         | Partido Socialista             | 2 755  | 33,29 / 100,00  | 18,07 |
|                         | Partido Social Democrata       | 2 207  | 26,67 / 100,00  | -     |
|                         | Bloco de Esquerda              | 1 068  | 12,91 / 100,00  | 5,99  |
|                         | Coligação Democrática Unitária | 768    | 9,28 / 100,00   | 1,86  |
|                         | Partido Popular                | 574    | 6,94 / 100,00   | -     |
|                         | Movimento Esperança Portugal   | 120    | 1,45 / 100,00   | Novo  |
|                         | PCTP/MRPP                      | 90     | 1,09 / 100,00   | 0,45  |
|                         | Outros                         | 179    | 2,16 / 100,00   |       |
| Votos Inválidos         | Votos Inválidos                | 514    | 6,21 / 100,00   | 2,71  |
| Total                   | Total                          | 8 275  | 100,00 / 100,00 |       |
| Eleitorado/Participação | Eleitorado/Participação        | 19 706 | 41,99 / 100,00  | 2,99  |

#### Senhora da Hora
| Partido                 | Partido                        | Votos  | %               | +/-   |
| ----------------------- | ------------------------------ | ------ | --------------- | ----- |
|                         | Partido Socialista             | 2 899  | 29,33 / 100,00  | 18,15 |
|                         | Partido Social Democrata       | 2 604  | 26,34 / 100,00  | -     |
|                         | Bloco de Esquerda              | 1 510  | 15,28 / 100,00  | 6,60  |
|                         | Coligação Democrática Unitária | 1 005  | 10,17 / 100,00  | 1,25  |
|                         | Partido Popular                | 750    | 7,59 / 100,00   | -     |
|                         | Movimento Esperança Portugal   | 215    | 2,18 / 100,00   | Novo  |
|                         | Outros                         | 238    | 2,40 / 100,00   |       |
| Votos Inválidos         | Votos Inválidos                | 664    | 6,72 / 100,00   | 2,89  |
| Total                   | Total                          | 9 885  | 100,00 / 100,00 |       |
| Eleitorado/Participação | Eleitorado/Participação        | 21 469 | 46,04 / 100,00  | 4,12  |